# (200021) 2007 NZ6
(200021) 2007 NZ6 es un asteroide perteneciente al cinturón de asteroides, descubierto el 15 de julio de 2007 por el equipo del Siding Spring Survey desde el Observatorio de Siding Spring, Nueva Gales del Sur, Australia.

## Designación y nombre
Designado provisionalmente como 2007 NZ6.

## Características orbitales
2007 NZ6 está situado a una distancia media del Sol de 3,080 ua, pudiendo alejarse hasta 3,454 ua y acercarse hasta 2,705 ua. Su excentricidad es 0,121 y la inclinación orbital 13,59 grados. Emplea 1974,59 días en completar una órbita alrededor del Sol.

## Características físicas
La magnitud absoluta de 2007 NZ6 es 15,1.